# Ptosi renale
Si definisce ptosi renale lo spostamento del rene verso il basso, dovuto alla riduzione del tessuto adiposo a sostegno. È più comune nelle donne che negli uomini. È stata una delle condizioni più controverse tra medici sia per la diagnosi che per la scelta del trattamento.

## Eziologia
Ciascun rene è avvolto da una capsula adiposa ed è contenuto nella loggia renale delimitata dalla fascia renale. 
Le logge renali sono aperte in basso per cui un dimagrimento rapido ed eccessivo può causare ptosi. 
Il fenomeno della ptosi renale può anche essere una conseguenza dell'anoressia, dal momento che viene a mancare il tessuto adiposo necessario a mantenere la corretta posizione dei reni.
Spesso accade che venga accompagnata dalla ptosi di altri organi, colpiti dunque dal fenomeno analogo.

## Diagnosi
La diagnosi viene inizialmente fatta sui sintomi descritti dal paziente per poi essere confermata durante una urografia endovenosa o una scintigrafia renale, ottenuta in posizione supina e eretta.

## Sintomi
Nella maggior parte dei pazienti la ptosi renale è asintomatica. Tuttavia la condizione può essere caratterizzata da violenti attacchi di dolorose coliche al fianco, nausea, brividi, ipertensione, ematuria e proteinuria. I pazienti con ptosi renale sintomatica si lamentano spesso di dolori acuti che si irradiano fino all'inguine. Molti pazienti riferiscono anche una sensazione di pesantezza sull'addome. Il dolore in genere passa da sdraiati. L'attacco di coliche è chiamata 'crisi di Dittel' o 'parossismo renale'.

## Trattamento
Si tratta di una condizione che normalmente non necessita di terapia. In certi casi, quando vi sono sintomi evidenti, si rende necessario un intervento chirurgico di nefropessi. L'approccio laparoscopico può essere valutato per pazienti selezionati.